# Ян Кьон Іл
Ян Кьон Іл  (кор. 양경일, 7 серпня 1989) — корейський борець, дворазовий чемпіон світу, чемпіон Азії, олімпійський медаліст.
Боротьбою займається з 1998 року.

## Виступи на Олімпіадах
| Змагання                    | Збірна | Вагова категорія          | Місце  |
| --------------------------- | ------ | ------------------------- | ------ |
| Літні Олімпійські ігри 2008 | КНДР   | вільна боротьба, до 55 кг | 12     |
| Літні Олімпійські ігри 2012 | КНДР   | вільна боротьба, до 55 кг | Бронза |
| Літні Олімпійські ігри 2016 | КНДР   | вільна боротьба, до 57 кг | 8      |

## Виступи на Чемпіонатах світу
| Змагання                        | Збірна         | Вагова категорія          | Місце  |
| ------------------------------- | -------------- | ------------------------- | ------ |
| Чемпіонат світу з боротьби 2007 | Північна Корея | вільна боротьба, до 55 кг | 14     |
| Чемпіонат світу з боротьби 2009 | Північна Корея | вільна боротьба, до 55 кг | Золото |
| Чемпіонат світу з боротьби 2011 | Північна Корея | вільна боротьба, до 55 кг | 17     |
| Чемпіонат світу з боротьби 2013 | Північна Корея | вільна боротьба, до 55 кг | 19     |
| Чемпіонат світу з боротьби 2014 | Північна Корея | вільна боротьба, до 57 кг | Золото |

## Виступи на Чемпіонатах Азії
| Змагання                       | Збірна         | Вагова категорія          | Місце  |
| ------------------------------ | -------------- | ------------------------- | ------ |
| Чемпіонат Азії з боротьби 2009 | Північна Корея | вільна боротьба, до 55 кг | Срібло |
| Чемпіонат Азії з боротьби 2010 | Північна Корея | вільна боротьба, до 55 кг | Бронза |
| Чемпіонат Азії з боротьби 2011 | Північна Корея | вільна боротьба, до 55 кг | Золото |
| Чемпіонат Азії з боротьби 2013 | Північна Корея | вільна боротьба, до 55 кг | Срібло |

## Виступи на Азійських іграх
| Змагання           | Збірна         | Вагова категорія          | Місце  |
| ------------------ | -------------- | ------------------------- | ------ |
| Азійські ігри 2010 | Північна Корея | вільна боротьба, до 55 кг | Срібло |

## Виступи на інших змаганнях
| Змагання                                                      | Збірна         | Вагова категорія          | Місце  |
| ------------------------------------------------------------- | -------------- | ------------------------- | ------ |
| Олімпійський кваліфікаційний турнір з боротьби 2008 (Варшава) | Північна Корея | вільна боротьба, до 55 кг | Золото |
| Олімпійський кваліфікаційний турнір з боротьби 2012 (Тайюань) | Північна Корея | вільна боротьба, до 55 кг | Золото |
| Кубок Тахті 2014                                              | Північна Корея | вільна боротьба, до 57 кг | Бронза |